# Izomaltuloza
Izomaltuloza (6-0-α-D-glukopuranozil-D-fruktoza, Palatinoza) je disaharid koji se industrijski proizvodi enzimatskim putem iz saharoze primenom bakterijske fermentacije. Ona je prirodni sastojak meda i šećerne trske, i ima veoma prirodan sladak ukus. Ona je u upotrebi kao zamena šećera u Japanu od 1985. Izomaltuloza je posebno podesna kao zamena saharoze koja ne izaziva karijes.
Izomaltuloza se potpuno apsorbuje u tankim crevima kao glukoza i fruktoza. Poput saharoze, ona se u potpunosti vari i pruža istu kalorijsku vrednost od približno 4 cal/g.